# Pyrrhosoma
Pyrrhosoma – rodzaj ważek z rodziny łątkowatych (Coenagrionidae).

## Podział systematyczny
Do rodzaju należą następujące gatunki:
- Pyrrhosoma elisabethae Schmidt, 1948
- Pyrrhosoma nymphula (Sulzer, 1776) – łunica czerwona